# Onderofficier
Een onderofficier is een functionaris die de leiding en het toezicht heeft op ondergeschikten. De functie komt niet alleen bij de strijdkrachten voor, maar ook in de scheepvaart, brandweer en bij de politie en justitie.
Bij de zeemacht vormde het vroeger een andere naam voor dekofficieren.

## Nederlandse krijgsmacht
De rangen van onderofficier zijn in de Nederlandse krijgsmacht:
- Korporaal (Kon. Marine en Korps Mariniers), kwartiermeester (Kon. Marine alleen Operationele dienst, Nautische dienst). De rang van korporaal is formeel geen onderofficiersrang. Echter bij de Kon. Marine en het Korps Mariniers wordt de korporaal meer gelijkgesteld aan de sergeant.
- Sergeant (KL, KLu, Kon. Marine en Korps Mariniers), wachtmeester (Kmar, cavalerie, artillerie), bootsman (Kon. Marine alleen Operationele dienst, Nautische dienst)
- Sergeant der eerste klasse (KL, KLu), wachtmeester der eerste klasse (Kmar, cavalerie, artillerie)
- Sergeant-majoor (KL, KLu, KM en Korps Mariniers), opperwachtmeester (Kmar, cavalerie, artillerie), schipper (KM alleen Operationele dienst, Nautische dienst)
- Adjudant (KL, KLu, KM, Kmar), opperschipper (Kon. Marine alleen Operationele dienst, Nautische dienst).

Er zijn enkele specialisten die een onderofficiersrang kunnen bekleden zoals medische specialisten.
Bij de Koninklijke Landmacht is een onderofficier meestal een commandant van een groep van ongeveer acht militairen. Er zitten meerdere groepen in één peloton, waar een luitenant de commandant van is. Een onderofficier met meer ervaring kan bijvoorbeeld compagnies-sergeant-majoor worden en dus direct onder en samen met de compagniescommandant meerdere pelotons besturen. Een adjudant kan hetzelfde doen op bataljonsniveau. Ook heeft elk krijgsmachtdeel zijn adjudant. Voor de duidelijkheid:
Militair → Vuurteam → Groep → Sectie → Peloton → compagnie → Bataljon → (Regiment) → Brigade → (Divisie → Legerkorps → Leger → Legergroep)
NB: Een regiment is alleen symbolisch en de Nederlandse landmacht gaat niet verder dan brigadeniveau.

## Defensie van België
De Belgische onderofficieren vormen het middenkader in het leger, tussen het niveau officier en de gewone soldaat. Het zijn zowel mensen die opgeleid zijn in de militaire tactiek en bevelvoering (de afdeling "alle wapens"), als de specialisten bij onderhoud en bediening van militaire uitrusting (de afdeling "technici"). Zij hebben daartoe een speciale basisopleiding gevolgd (1 jaar) aan de Koninklijke School voor Onderofficieren (KSOO) op de campus Saffraanberg, gevolgd door een specialisatiefase en "on-the-job training". De opleiding voor kandidaat-onderofficieren duurt in totaal 3 jaar.
De graden van de onderofficieren (in oplopende volgorde) zijn: sergeant, 1e sergeant, 1e sergeant-chef, 1e sergeant-majoor, adjudant, adjudant-chef en adjudant-majoor.

## Buiten Nederland en België
In Engelstalige landen heten onderofficieren NCO's. Dit staat voor Non-Commissioned Officer. Deze "officieren" krijgen geen officiersaanstelling (commission) van het staatshoofd, maar de hogere onderofficieren doen wel leidinggevend werk.